# Nils Agelin
Nils Agelin, död 22 januari 1743 i Målilla församling, Kalmar län, var en svensk präst.

## Biografi
Nils Agelin var son till en bonde från Agelsta i Östra Stenby socken. Han blev 1718 student vid Lunds universitet och prästvigdes 19 december 1722. Agelin blev 19 november 1729 komminister i Hässleby församling, tillträdde 1730 och 19 juli 1738 kyrkoherde i Målilla församling, tillträdde 1739. Han avled 1743 i Målilla socken.

### Familj
Agelin gifte sig 5 september 1725 med Helena Askebom (1690–1761), dotter till kyrkoherden Haraldus Askebom i Östra Husby församling och Anna Langelius. Efter Agelins död gifte Askebom om sig med kyrkoherden Nicolaus Sjöstedt i Höreda församling.